# Втрачений шлях та інші історії
Втрачений шлях та інші історії (англ. The Lost Road and Other Writings, перше англомовне видання — 1987 рік) — п 'ятий том 12-томної «Історії Середзем'я» Крістофера Толкіна, в якій він аналізує невидані рукописи свого батька, Дж. Р. Р. Толкіна .

## Зміст книги
«Рання історія легенди» — вступ до двох наступних есе, який описує, як листування Толкіна з Клайвом Льюїсом призвело до написання «Втраченого шляху»
«Падіння Нуменора» — рання чернетка «Акаллабет»
«Втрачений шлях» — історія, що зв'язує історію Нуменора з історією Європи
Пізні «Аннали Белеріанду» Пізні «Аннали Валінору»
Айнуліндале — рання версія «Музики Айнур»
Ламмас («Розповідь про мови») — огляд різних мов Середзем'я
Квента Сильмарілліон — чернетка «Сильмариліону»
«Етимології» — етимологічний словник ельфійських мов
Друга карта «Сильмарилліону».

## Втрачений шлях
Сам «Втрачений шлях» — це фрагментарний початок історії, включаючи грубо позначену структуру і кілька інтригуючих фрагментів оповідання, в тому числі чотири повні розділи. Вони описують сучасну Толкіну Англію і Нуменор, з яких повинно було спостерігатися розвиток всієї історії (в тому вигляді, в якому вона замислювалася). Сюжет ґрунтувався на подорожі в часі шляхом «видінь» або уявної вставки в минуле, щоб реально пережити те, що було раніше. У цьому сенсі історія спочатку веде читача до саксонської Англії Альфреда Великого, потім до короля лангобардів Альбоіну часів святого Бенедикта, до Балтійського моря часів вікінгів, Ірландію під час приходу Туата Де Дананн (через 600 років після Потопу), доісторичну Північ під час льодовикового періоду, «історію Галдора» у Третю Епоху Середзем'я і, урешті-решт, у дні падіння Гіл-Галада. Після цього слідує основна легенда про падіння Нуменору (Атлантиди) і викривленні Світу. Твір піднімає тему Прямого Шляху на Захід, який зараз можна знайти тільки у пам'яті, оскільки світ став круглим.

## Значення написів на першій сторінці
На першій сторінці кожного тому «Історії Середзем'я» можна бачити напис рунами Феанора (Тенгвар — алфавіт, придуманий Толкином запровадженню Високими ельфів), написану Крістофером Толкіним і коротко пояснює зміст книги. У «Втраченому шляху» напис свідчить:
У цій книзі зібрані: найстаріший розповідь про падіння Нуменора; історія втраченого шляху на Захід; аннали Валинора і аннали Белеріанда в пізній формі; Айнуліндале, або Музика Айнур; Ламас, або розповідь про мови; Квента Сильмарілліон, або історія Сільмаріли, і історія багатьох слів і імен.

## Вплив німецького легендаріуму
Т. Шиппі в історії про «Втраченого шляху» вбачає деяку зв'язок з німецькою легендою про лангобардах:
… У «Забутій Дорозі» два ключових імені запозичені з давньої німецької легенди, записаної в XVIII столітті Павлом Диаконом і оповідає про події VII століття. Ця історія, яка послужила для Толкіна відправною точкою, оповідає про короля лангобардів на ім'я Одуен. Одуен відмовився присвятити в лицарі свого сина Альбуена, оскільки той ще не отримав герба з рук сусіднього короля, як вимагав звичай країни, очевидний і справедливий, спрямований на те, щоб уникнути фаворитизму. … 
Ясно, що увагу Толкіна привернула не історія як така, а імена її героїв: Альбуен — це давньоанглійське Ельфвін (вайн), «друг ельфів»; Одуен — давньоанглійське Еадвін («друг процвітання, благополуччя»). З якою метою люди давали своїм дітям імена типу «один ельфів» (причому звичай цей зберігався протягом багатьох століть, з шостого по одинадцятий, і в таких віддалених один від одного країнах, як Італія і Англія), якщо за цим з самого початку не стояло яке -то загальне поняття? Між іншим, ім'я Одуен — за посередництвом давньоанглійського Еадвін — збереглося до наших днів, в формі англійського імені Едвін. Чи не означає це, що за іменами і їх значеннями колись стояла якась жива традиція?